# Heliógrafo (meteorologia)

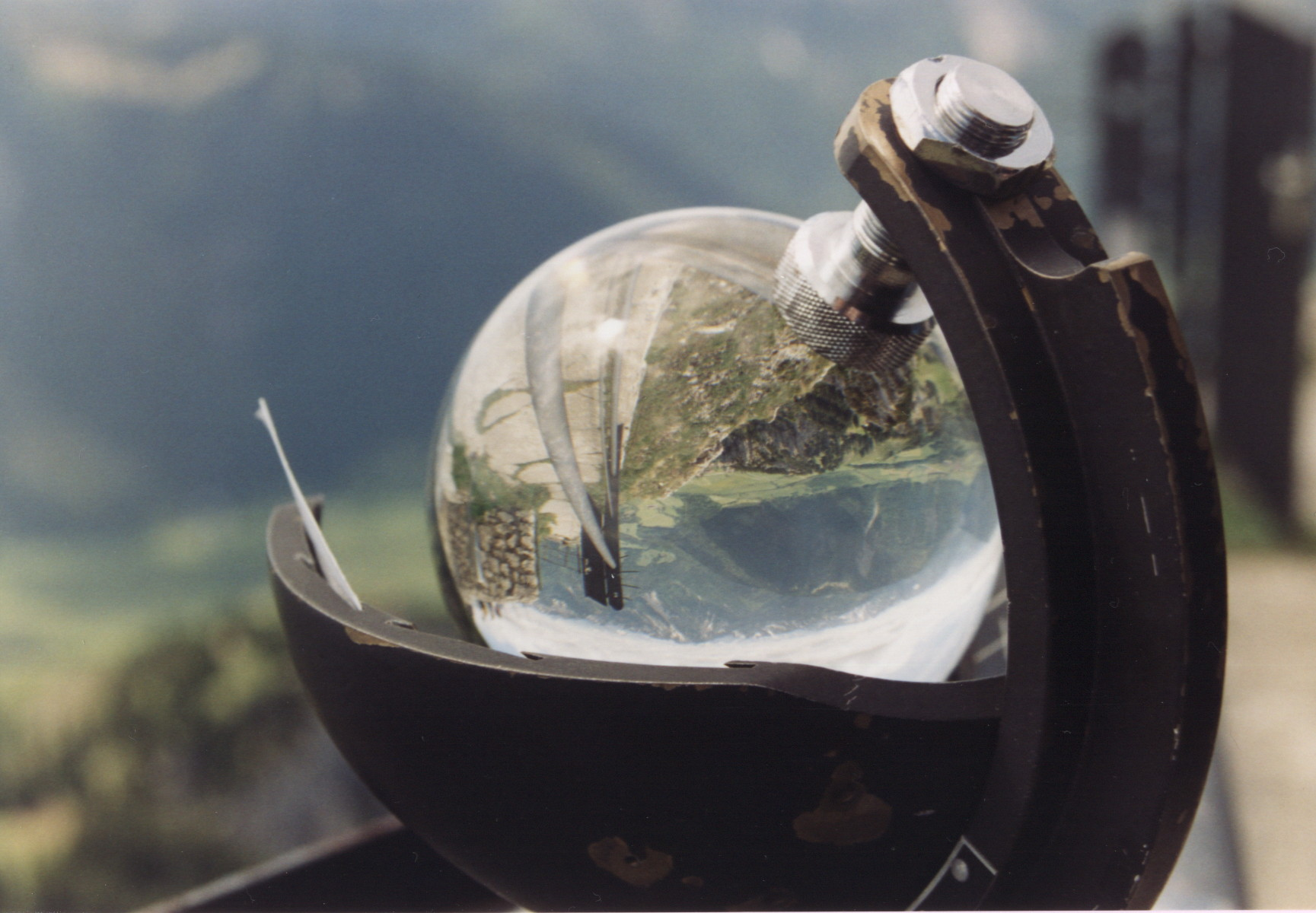
Heliógrafo de Campbell-Stokes

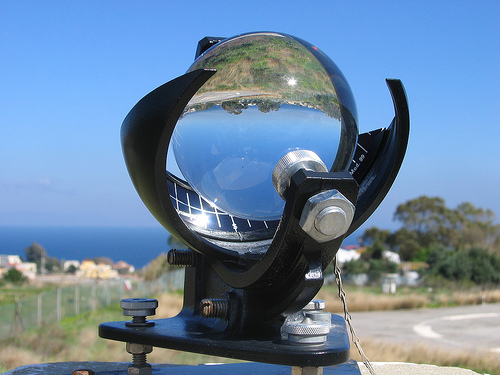

O heliógrafo é um instrumento usado para observar o número de horas de brilho solar em determinada localidade e dia do ano à superfície, referida como insolação. As medições do heliógrafo são reduzidas pelo técnico meteorologista, transformando o comprimento queimado ao longo da fita de papel em horas de irradiância solar efetiva. O conhecimento do número de horas com irradiância solar efetiva à superfície, ou seja, o conhecimento da existência de uma densidade de fluxo de radiação solar de onda-curta efetivo chegando a superfície, é muito importante na definição das condições energéticas da superfície, que em última instância definirá o clima ou microclima local, também informando sobre a cobertura efetiva de nuvens do local e sobre a energia efetiva disponível para os processos biológicos e de evapotranspiração superficial. Logo, o registro heliográfico é relevante em diferentes campos das ciências, como agricultura, turismo, energia solar, hidrometeorologia, previsão do tempo, aviação, etc.

## Sistema ótico
O instrumento conta com uma lente esférica (também chamada bola de cristal dos meteorologistas) que focaliza os raios solares oriundos diretamente do disco solar (constituída basicamente pela radiação solar direta de onda-curta) (e não do espalhamento da atmosfera, que é indireta) sobre uma fita de papel graduada, em horas, que queima localmente marcando o período em que a radiação direta chega em grande quantidade suficiente para queimar o papel, deixando um rastro ou perfuração, isto é, chega sem ser obstruída por nebulosidade (como nevoeiros densos, nuvens, chuva, fumaça, sombras, etc). Assim há um mínimo de energia que o aparelho registra, aproximadamente 10 a 20 watts por metro quadrado. Qualquer valor acima deste ocorre a queima do papel ao longo da escala de horas, assim estima-se um erro de 10 a 20% mínimo na estimativa diurna.

## Calibração
A curva de calibração fornecida pelo fabricante do instrumento ou estabelecida em laboratório permite relacionar o número de horas de brilho solar com a quantidade total (integrada ou totalizada) da energia radiativa incidente no plano horizontal ao longo do dia.
Tradicionalmente, heliógrafos são divididos em dois grupos. No primeiro grupo o tempo da ocorrência do evento é fornecido pelo brilho do Sol em si e no segundo um tipo de dispositivo de relógio é usado para fornecer a escala de tempo, na forma de horas de brilho.
Os tipos mais velhos heliógrafos exigiam a interpretação dos resultados por um observador, que os reduzia (da forma analógica para digital) e estas podiam ser diferentes de uma pessoa para outra, contendo maior subjetivismo. Hoje, com a utilização de equipamentos elétricos e eletrônicos e circuitos de computadores, é possível gravar a duração da insolação atmosférica sem depender de uma interpretação de observadores, mas não sem depender de calibração inicial e periódica. Ao mesmo tempo, novos modelos também pode medir a radiação global e a difusa, com sensores eletrônicos (via termo-resistores, termo-pares etc).

## Aplicações
Esta medida é especialmente importante para a agricultura ou outras aplicações em que a energia incidente total é importante, por exemplo nos cálculos dos graus-dia (do inglês, degree day) associado ao crescimento agrícola, ao início da primavera climática, derretimento de gelo acumulado no inverno, ciclo hidrológico, maturação metabólica de insetos, etc.